# إيفانا ميلوش
إيفانا ميلوش (مواليد 7 مارس 1986 في رييكا ) هي لاعبة كرة طائرة كرواتية. تلعب في المنتخب الوطني الكرواتي للسيدات لكرة الطائرة ولعبت مع AGIL Novara في عام 2014. مثلت المنتخب الكرواتي في بطولة العالم للسيدات لكرة الطائرة 2014 التي أقيمت في إيطاليا. 

## الأندية
- وصلة=|حدود أوك رييكا (2001-2010)
- وصلة=|حدود اغتادادشي باكو (2010-2011)
- وصلة=|حدود لوكوموتيف باكو (2011-2012)
- وصلة=|حدود Volley 2002 Forlì (2012-2013)
- وصلة=|حدود أجيل نوفارا (2013-2014)
- وصلة=|حدود بورصة BB (2014-2015)
- وصلة=|حدود نيلوفر بيلديسبور (2015-2016)
- وصلة=|حدود بورصة BB (2016-)

### جوائز
- كأس التحدي للسيدات 2016-1717 وصلة= بطل، مع بورصة BB

## روابط خارجية
- إيفانا ميلوش على موقع الاتحاد الأوروبي (الإنجليزية)
- إيفانا ميلوش على موقع عالم الكرة الطائرة (الإنجليزية)
- إيفانا ميلوش على موقع دوري الدرجة الأولى الإيطالي للكرة الطائرة - سيدات (الإيطالية)